# Libiquis
Els libiquis (en llatí Libicii o Libici, en grec antic Λεβέκιοι) eren un poble gal o celto-lígur de la Gàl·lia Cispadana que vivia també a la Gàl·lia Transpadana, a la regió del riu Sesia a la rodalia de Vercellae.
Els esmenta Polibi que els situa junt amb els laevi, a les fonts del Padus, a l'oest dels ínsubres. Plini el Vell i Claudi Ptolemeu diuen que la seva ciutat principal era Vercellae i Plini diu expressament que eren descendents dels sàl·lies, un poble gal o lígur segons les fonts. Titus Livi també diu que els sàl·lies van travessar els Alps i es van establir a la Gàl·lia, prop dels laevi.